# Deodatus Alphonse Lemaire
Deodatus Alphonse Lemaire (Namen, 4 juni 1811 – Antwerpen, 5 december 1895) was een Belgisch componist, dirigent en arrangeur.

## Levensloop
Lemaire werd wel in Namen geboren, maar een groot deel van zijn leven speelde zich af in Antwerpen. Van 1849 tot 1876 was hij 1e dirigent van het orkest van het Théâtre Royal. Naast de wekelijkse Matinée musicale op zondag dirigeerde hij ten minste een wekelijks instrumentaal- en vocaal concert. In 1854 werd hij opvolger van Adolphe Buyssens als dirigent van de Société Royale d'Harmonie in Antwerpen. In deze functie bleef hij tot 1889. Hij was eveneens dirigent van de Société Lyrique l'Echo de l'Escaut vanaf 1844. Daardoor lag bod zich een samenwerking van de zangvereniging en het harmonieorkest aan. Verder was hij dirigent van de Société Mozart in Borgerhout.
Hij was een veel gevraagd jurylid bij concertwedstrijden van de koren en zangverenigingen, zoals het door de Cercle Artistique en de Société Lyrique l'Echo de l'Escaut georganiseerde grote wedstrijd, waar naast hem onder anderen ook de componisten Johannes Verhulst, François Dunkler jr. en Ferdinand von Hiller juryleden waren. Sinds 1868 was hij ook jurylid bij de examens van de Antwerpse muziekschool. 
Naast talrijke arrangementen van klassieke werken (Fantaisie nr. 1 sur l'Etoile du Nord van Giacomo Meyerbeer) voor harmonieorkest schreef hij als componist werken voor verschillende genres, waaronder cantates, werken voor harmonieorkest en koorwerken. 
Lemaire was gehuwd met de zangeres Anais Durand. 

## Composities

### Werken voor harmonieorkest
- 1854 Les Fauvettes exitées, romance voor gemengd koor en harmonieorkest - tekst: G. De Marteau - opgedragen aan: Sophie van Oranje-Nassau
- 1861 De Zegepraal der Kunsten, voor gemengd koor en harmonieorkest - tekst: W. De Marteau

### Vocale muziek

#### Cantates
- 1856 Cantate ter gelegenheid van de 25e verjaardag van de inhuldiging van de koning Leopold I van België, voor gemengd koor en harmonieorkest - tekst: W. De Marteau
- 1860 La Garde Civique au Roi - ter gelegenheid van het bezoek van de koninklijke familie in 1860